# Dubautia
Dubautia é um género botânico pertencente à família Asteraceae.
Contém as seguintes espécies 
- Dubautia arborea (A.Gray) D.D.Keck
- Dubautia caliginis (C.N.Forbes)
- Dubautia ciliolata (DC.) D.D.Keck
- Dubautia degeneri (Sherff)
- Dubautia demissifolia (Sherff) D.D.Keck
- Dubautia grayana (Hillebr.)
- Dubautia gymnoxiphium (A.Gray)
- Dubautia herbstobatae G.D.Carr
- Dubautia hobdyi (H.St.John)
- Dubautia imbricata H.St.John & G.D.Carr
- Dubautia kai (C.N.Forbes)
- Dubautia kalalauensis B.G.Baldwin & G.D.Carr
- Dubautia kauensis (Rock & M.Neal)
- Dubautia kenwoodii G.D.Carr
- Dubautia knudsenii Hillebr.
- Dubautia laevigata A.Gray
- Dubautia latifolia (A.Gray) D.D.Keck
- Dubautia laxa Hook. & Arn.
- Dubautia linearis (Gaudich.) D.D.Keck
- Dubautia media Sherff
- Dubautia menziesii (A.Gray) D.D.Keck
- Dubautia microcephala Skottsberg
- Dubautia molokaiensis (Hillebr.) D.D.Keck
- Dubautia montana (H.Mann) D.D.Keck
- Dubautia paleata A.Gray
- Dubautia paludosa (H.St.John)
- Dubautia pauciflorula H.St. John & G.D.Carr
- Dubautia plantaginea Gaudich.
- Dubautia platyphylla (A.Gray) D.D.Keck
- Dubautia raillardioides Hillebr.
- Dubautia reticulata (Sherff) D.D.Keck
- Dubautia sandwicensis (DC.)
- Dubautia scabra (DC.) D.D.Keck
- Dubautia sherffiana Fosberg
- Dubautia syndetica G.D.Carr & D.H.Lorence
- Dubautia thyrsiflora (Sherff) D.D.Keck
- Dubautia virescens (Hillebr.)
- Dubautia waialealae Rock
- Dubautia waianapanapaensis G.D.Carr

## Referencias
1. ↑  «Dubautia». Global Compositae Checklist. Consultado em 27 de maio de 2011